# Niloufar Bayani
Niloufar Bayani   (Teheran, 1986) (persa: نیلوفر بیانی) és un investigadora i activista iraniana en biologia de la conservació de la vida salvatge. Va ser condemnada el 2019 per espionatge per part de les autoritats iranianes en un judici a porta tancada a l'Iran i va rebre una condemna de 10 anys de presó.

## Joventut i educació
Niloufar Bayani va néixer el 1986 a Teheran, Iran. Es va graduar el 2009 a la Universitat McGill al Canadà amb una llicenciatura en biologia i amb un màster en biologia de la conservació per la Universitat de Colúmbia.

## Carrera
Després de graduar-se, Bayani va treballar com a consultora i assessora de projectes del Programa de les Nacions Unides per al Medi Ambient (PNUMA) entre 2012 i 2017.
L'estiu de 2017, es va unir a la Fundació persa pel patrimoni de la fauna (PWHF), una organització ecologista iraniana cofundada per Kavous Seyed-Emami i altres ecologistes iranians. PWHF és una organització sense ànim de lucre supervisada per un consell d'administració i un consell executiu, els membres de la qual estan ben versats en estratègies de conservació i gestió dels recursos naturals. A l'Iran, va treballar en els projectes de vida salvatge, instal·lant càmeres trampa a set províncies per controlar el guepard asiàtic en perill crític.

## Detenció i presó
Bayani va ser detinguda el gener de 2018 per l'Exèrcit dels guàrdies de la revolució islàmica, acusada d'espionatge. Altres arrestats i empresonats de PWHF han estat Seyed-Emami, Amir Hossein Khaleghi, Abdolreza Kouhpayeh, Hooman Jokar, Morad Tahabaz, Sam Rajabi, Sepideh Kashani i Taher Ghadirian.
El 2019, Bayani va escriure una carta oberta a l'aiatol·là Ali Khamenei, descrivint el seu tracte dur per part dels seus interrogadors. El 18 de febrer de 2020, BBC Persia va publicar unes cartes que Bayani va escriure des de la presó d'Evin, en les quals detallava les tortures que va patir. Segons un informe elaborat per la BBC, va ser separada i detinguda incomunicada durant vuit mesos i els seus interrogadors la van torturar i amenaçar-la d'agressió sexual. Bayani va dir que els seus interrogadors li van ensenyar una foto de Seyed-Emami, el cos del qual va ser trobat a la cel·la de la seva presó dos dies després de la seva detenció i els funcionaris afirmaven que s'havia suïcidat.
Va ser condemnada el 2020 sense advocat i malgrat les seves afirmacions.

## Pressió internacional
El 14 de març de 2019 el Parlament Europeu va adoptar una resolució en què condemnava les violacions iranianes dels drets humans, la llibertat d'expressió, dret a un judici just, la llibertat de premsa, la llibertat de pensament i la llibertat de religió. En concret, el document fa referència al cas de Bayani i la resta d'ecologistes al punt 14; en instar les autoritats iranianes a alliberar totes les persones detingudes injustament a les seves presons per presumpta comissió de crims.
El Consell de Drets Humans de les Nacions Unides, el 28 de gener de 2020, va publicar un Informe sobre la situació dels drets humans a l'Iran, que expressa la preocupació del Relator Especial pel que fa a la condició de respecte dels drets humans fonamentals. Un paràgraf del document fa referència al cas dels vuit ecologistes detinguts, entre els quals hi ha Bayani. Se l'acusa de "col·laborar amb l'estat enemic dels Estats Units" i també ha estat condemnada a retornar els ingressos percebuts com a consultora i assessora de projectes del Programa de les Nacions Unides per al Medi Ambient (PNUMA) entre 2012 i 2017. El ponent va convidar les autoritats iranianes a garantir el respecte del treball realitzat per la comunitat científica en benefici del país iranià.
Scholars at Risk (SAR) és una xarxa internacional d'institucions i persones que promou la llibertat acadèmica i protegeix els acadèmics de les amenaces de la llibertat acadèmica. La SAR ha donat suport activament a Bayani, fins i tot enviant cartes a les autoritats públiques de l'Iran, organitzant seminaris de defensa a les universitats i realitzant activitats en línia a través de les xarxes socials.

## Reaccions iranianes
Després de la revelació de Bayani de l'assetjament sexual i psicològic dels interrogadors, la Fiscalia de Teheran va negar les acusacions, al·legant que tots els procediments d'interrogatori s'havien gravat en vídeo, i va vincular el tema amb acusacions i accions previstes per a la vigília de les eleccions. Va afirmar que el poder judicial era sensible a la dignitat dels acusats, condemnats i presos.
La revelació del comportament dels interrogadors d'intel·ligència a Bayani es va informar àmpliament a les xarxes socials. En un comunicat a Twitter, l'activista polític reformista iranià Mostafa Tajzadeh va demanar la veritat en el cas de Bayani i el càstig dels autors de la violència.